# Villa Carminia
Villa Carminia ist ein Dorf in der Gemeinde Montelíbano im Departamento de Córdoba in Kolumbien.

## Lage
Villa Carminia liegt am Río San Jorge. Der zu Puerto Libertador gehörende Nachbarort Torno Rojo ist etwa 20 Minuten Flussweg entfernt.

## Infrastruktur
2012 besaß Villa Carminia zwar eine Stromversorgung aber kein Wasserleitungssystem. Außerdem war es Sitz eines Cabildo Indígena Embera.

## Geschichte
Ursprünglich lebten in Villa Carminia 350 Menschen. Am 5. Juli 2010 verließen die Einwohner den Ort kollektiv. Grund war die ausufernde Gewalt durch die aus demobilisierten paramilitärischen Gruppen entstandenen bandas criminales (spanisch für „kriminelle Banden“; kurz: Bacrim). Die meisten Einwohner flüchteten in die Stadt Montelíbano, wo sie auf dem Gelände des neuen Schlachthofes unterkamen.
Anfang 2012 kehrten 38 Familien unter der Leitung der Regierungsbehörden Departamento para la Prosperidad Social (Abteilung für Sozialen Wohlstand) und der Unidad Administrativa Especial para la Consolidación Territorial (Spezialverwaltungseinheit für Gebietskonsolidierung; UAECT) in das Dorf zurück. Die Versorgung der Rückkehrer wurde von Torno Rojo aus organisiert. Zu diesem Zeitpunkt kontrollierten illegale Gruppen den Río San Jorge und damit die zum Dorf gehörende Fähre.